# Bundesautobahn 115

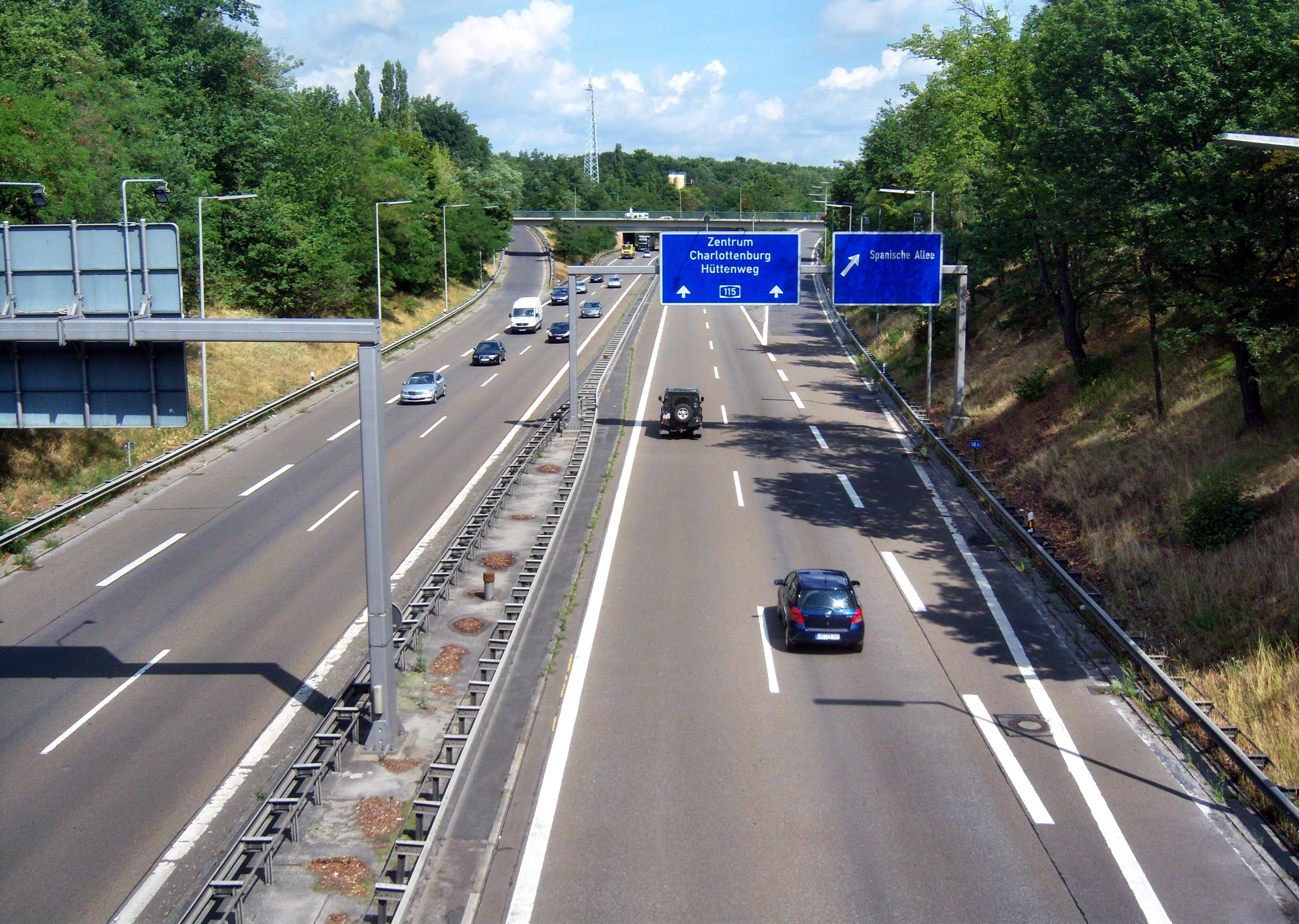
Bundesautobahn 115 in Berlin-Nikolassee, 2010

Die Bundesautobahn 115 (Abkürzung: BAB 115), in der Kurzform Autobahn 115 (Abkürzung: A 115) verbindet den Berliner Stadtring am Dreieck Funkturm (A 100) im Südwesten der Stadt mit dem Berliner Ring (A 10) am Dreieck Nuthetal und verläuft teilweise auf der Trasse der alten Berliner Rennstrecke AVUS. Letztere steht als Gesamtanlage unter Denkmalschutz.

## Geschichte
Die AVUS wurde bereits 1921 als erste reine Autostraße Deutschlands für den öffentlichen Verkehr freigegeben. Zwei Bauwerke der alten AVUS-Rennstrecke sind erhalten geblieben. Es handelt sich um die 1937 fertiggestellte Tribüne am Nordende und das 1935 begonnene frühere Verwaltungsgebäude der AVUS GmbH, das 1977 zu einer Raststätte umgebaut wurde. 1940 wurde der Abschnitt vom heutigen Autobahnkreuz Zehlendorf (Zehlendorfer Kleeblatt genannt) durch die Parforceheide bis zum heutigen Dreieck Nuthetal (ursprünglich Avus-Dreieck, zu DDR-Zeiten Abzweig Drewitz) fertiggestellt. Das letzte Teilstück vom Kreuz Zehlendorf aus bis zur alten AVUS-Stammstrecke an der Spanischen Allee wurde 1941 vollendet.

Während der Teilung Deutschlands war die heutige Autobahn Anfang einer Transitstrecke zwischen West-Berlin und Westdeutschland. Ursprünglich verlief diese Autobahn stadtauswärts ab der Stadtgrenze Berlin westlich ihres heutigen Verlaufs. Die alliierte bzw. die West-Berliner Kontrolle von Berlin kommend fand nach drei Kilometern durch DDR-Gebiet am Kontrollpunkt Dreilinden statt, der sich damals am Teltowkanal in der zu West-Berlin gehörenden Gemarkung Albrechts Teerofen befand. Südlich davon lag der DDR-Grenzübergang Drewitz. Diese Streckenführung lief dem Grenzregime der DDR zuwider, da die Autobahn mehrmals zwischen West-Berliner und DDR-Gebiet wechselte. Daher verlegte die DDR diesen Autobahnabschnitt im Jahr 1969 weiter ostwärts, sodass die Strecke ab dem Kreuz Zehlendorf nur noch auf DDR-Gebiet verlief. Seitdem fand die alliierte Kontrolle am neuen Kontrollpunkt Dreilinden–Drewitz (Checkpoint Bravo) in unmittelbarer Nähe zum Kreuz Zehlendorf statt, die der DDR an der neuen Grenzübergangsstelle (GüSt) Drewitz. Der alte Streckenabschnitt diente nach 1990 noch Filmzwecken und wurde später weitgehend zurückgebaut.

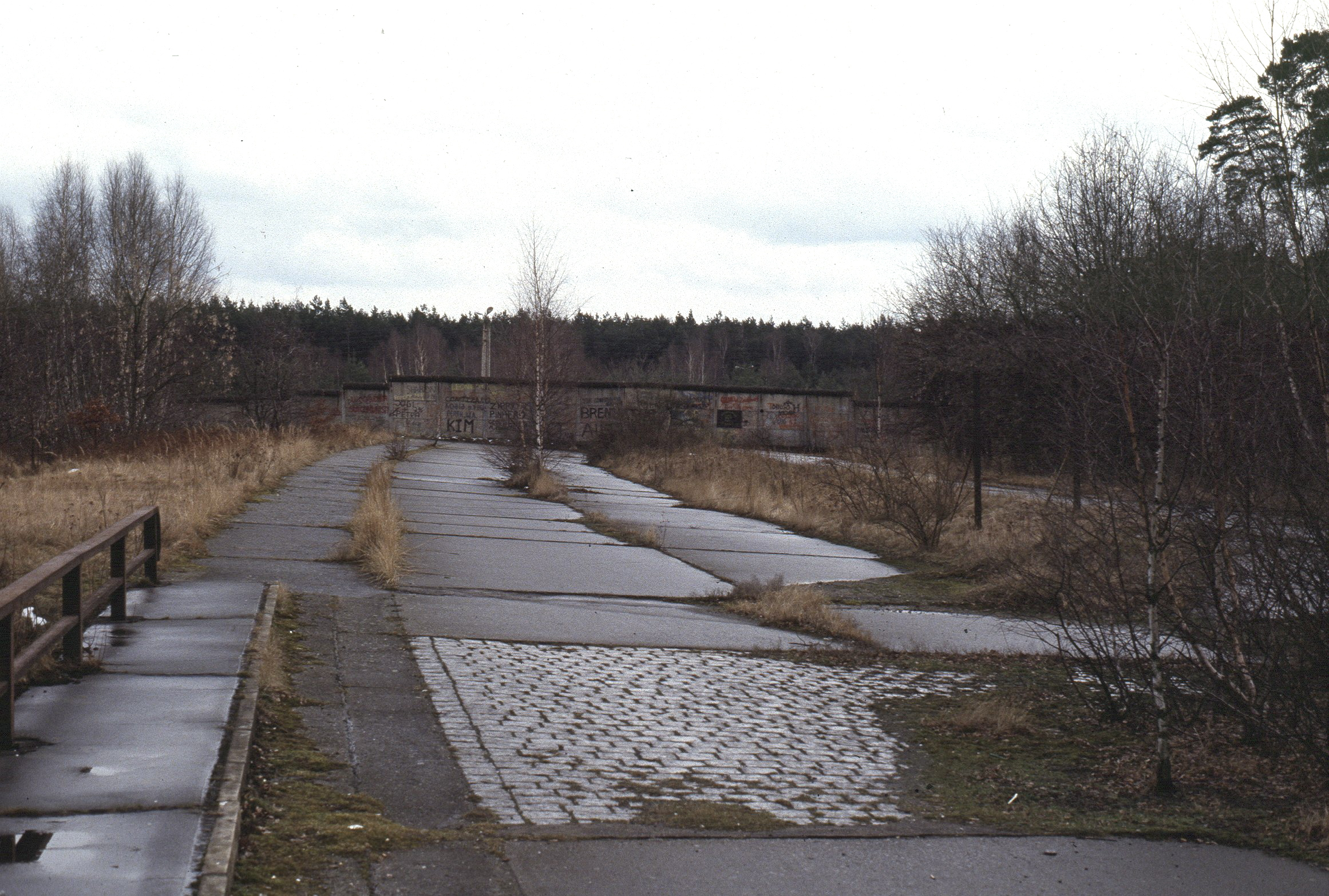
Ehemalige Autobahn mit Grenzmauer, Blick von der Brücke über die Straße Albrechts Teerofen nach Süden, 1988
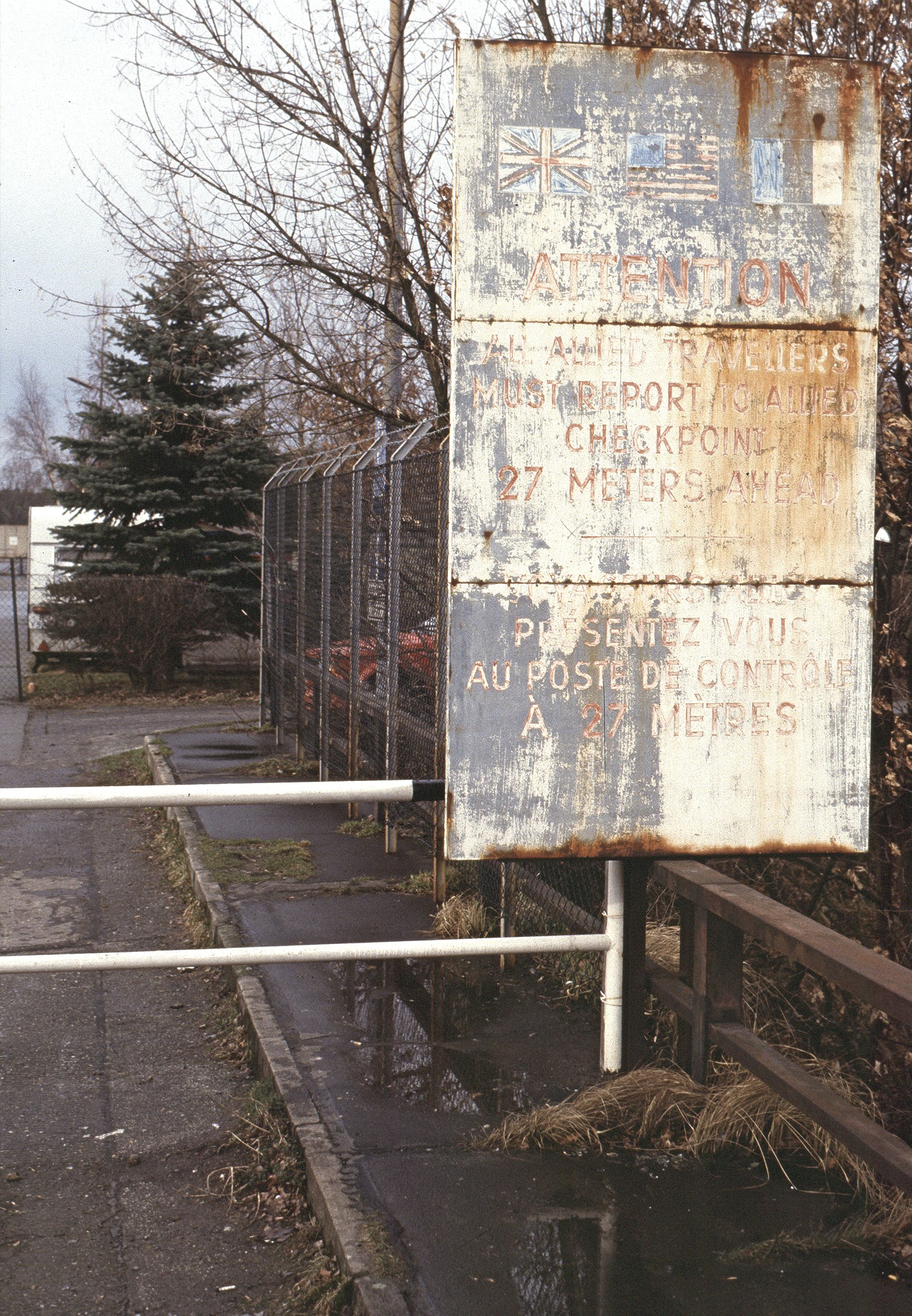
Hinweisschilder zum Grenzübergang in Albrechts Teerofen, 1988
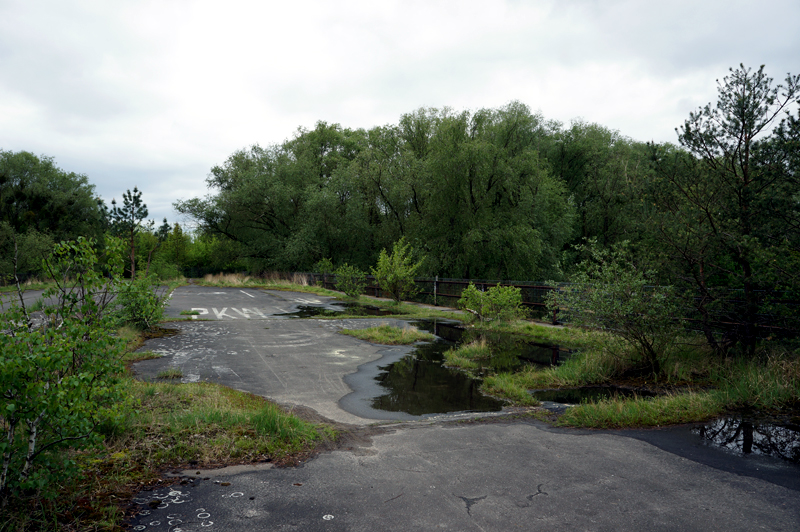
Ehemaliger Abschnitt der A 115 am Teltowkanal
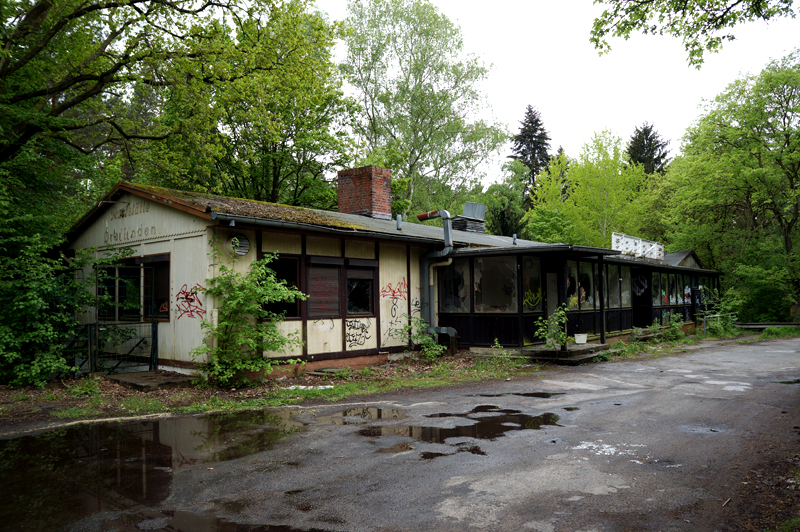
Ehemalige Raststätte Dreilinden
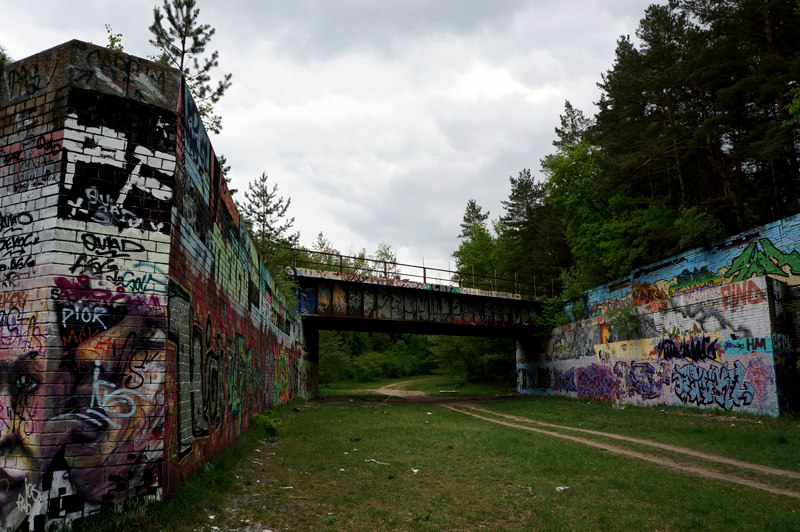
Teil des historischen Verlaufs der A 115 mit Brücke der alten Potsdamer Eisenbahn

## Verlauf
Im Süden von Berlin verlässt die A 115 beim Zollamt Dreilinden das Stadtgebiet. Auf dem Mittelstreifen an der Stadtgrenze steht die von der Künstlerin Renée Sintenis geschaffene Bronzeplastik Berliner Bär, die die Besucher der Stadt und die heimkehrenden Berliner willkommen heißt.
Hinter der Stadtgrenze befinden sich drei Denkmale auf der Gemarkung der angrenzenden Gemeinde Kleinmachnow. Sie stehen in unmittelbarer Nähe zur ehemaligen DDR-Grenze und vor der damaligen Berliner Grenzübergangsstelle (GÜSt) Drewitz. Von Berlin kommend zunächst (rechts) eine Säule, die das Staatswappen der DDR trug. Kurz danach befindet sich (links) ein Betonsockel, der heute eine Schneefräse russischen Fabrikats trägt. Dieses Denkmal ist wegen der vorgelagerten Lärmschutzwand von der Autobahn aus nicht mehr zu sehen. Bis zur Wiedervereinigung 1990 stand auf dem Sockel ein sowjetischer Panzer des Typs T-34, als Siegessymbol der Roten Armee über das „Dritte Reich“. Dieses Denkmal befand sich ursprünglich auf West-Berliner Gebiet am Kreuz Zehlendorf und wurde 1954 auf DDR-Gebiet umgesetzt.
Im weiteren Verlauf befindet sich (rechts) am Rande der seit 1969 dort befindlichen Grenzübergangsstelle, des heutigen Europarc Dreilinden, der Kommandantenturm der DDR-Grenzsicherung. Dieses Denkmal deutet an, wie die durch mehrfache Mauern gesicherte innerdeutsche Grenze aussah. Mauerteile, Schikanen und automatisch ausfahrbare Straßensperren sind abgebaut. Transitreisende aus West-Berlin, der Bundesrepublik Deutschland und dem Ausland konnten bis 1972 diese Kontrollstelle nur nach langen Wartezeiten und teilweise schikanösen Kontrollen passieren. Dieser Umstand änderte sich erst nach dem Zustandekommen des Transitabkommens am 3. Juni 1972.

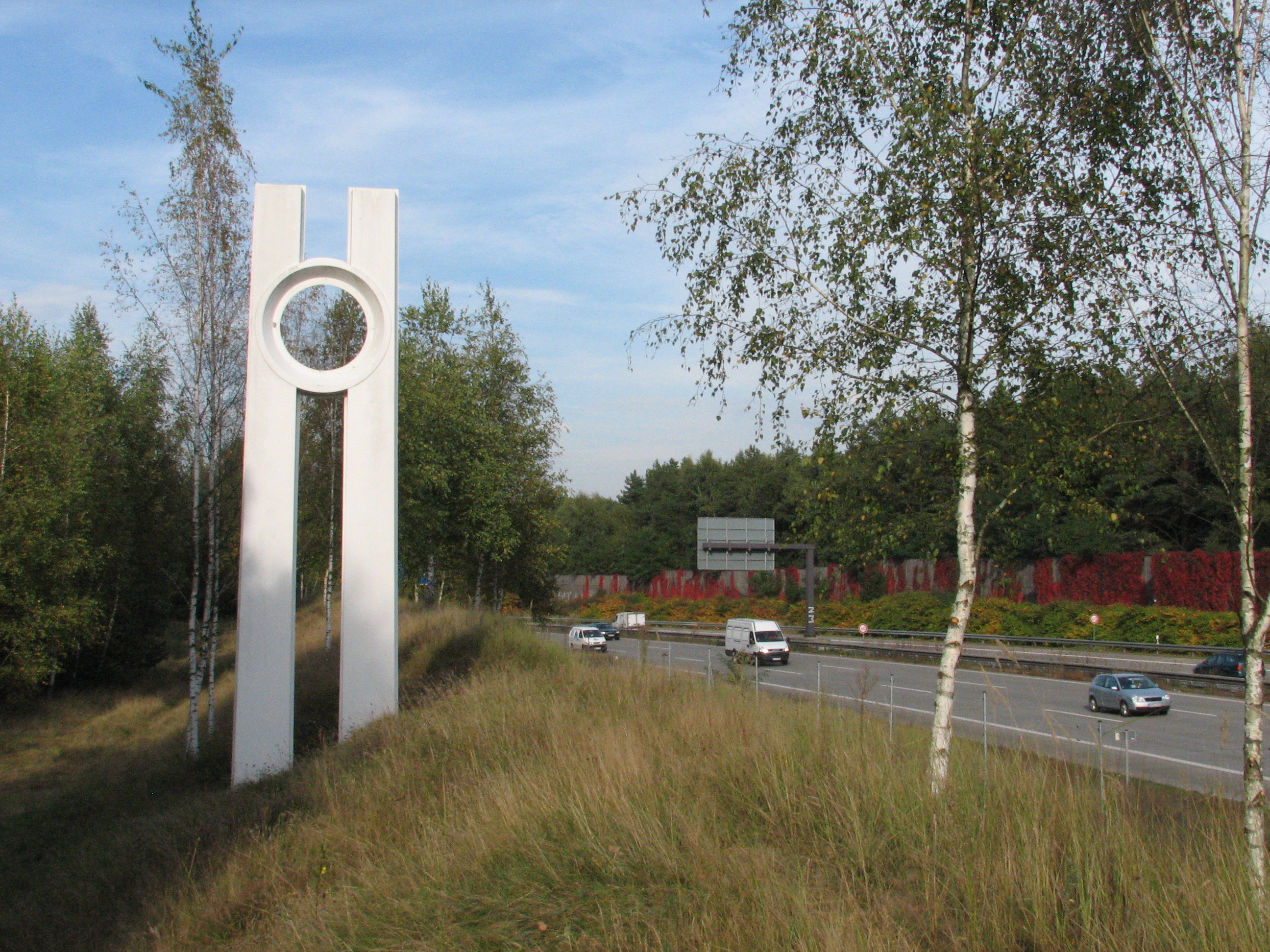
Die Stele trug einst das Staatswappen der DDR.
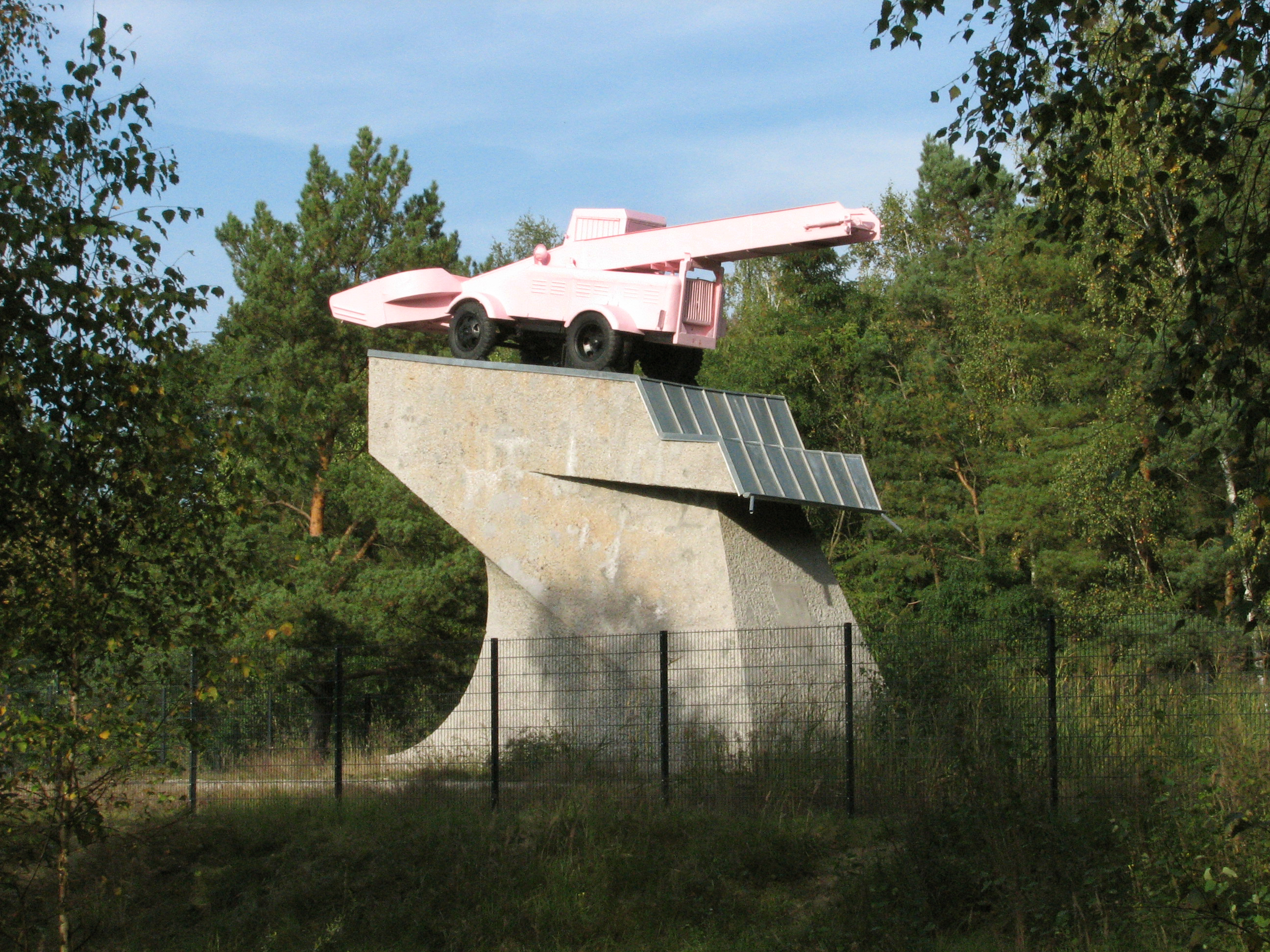
An der Stelle des Panzers steht eine rosa Schneefräse.
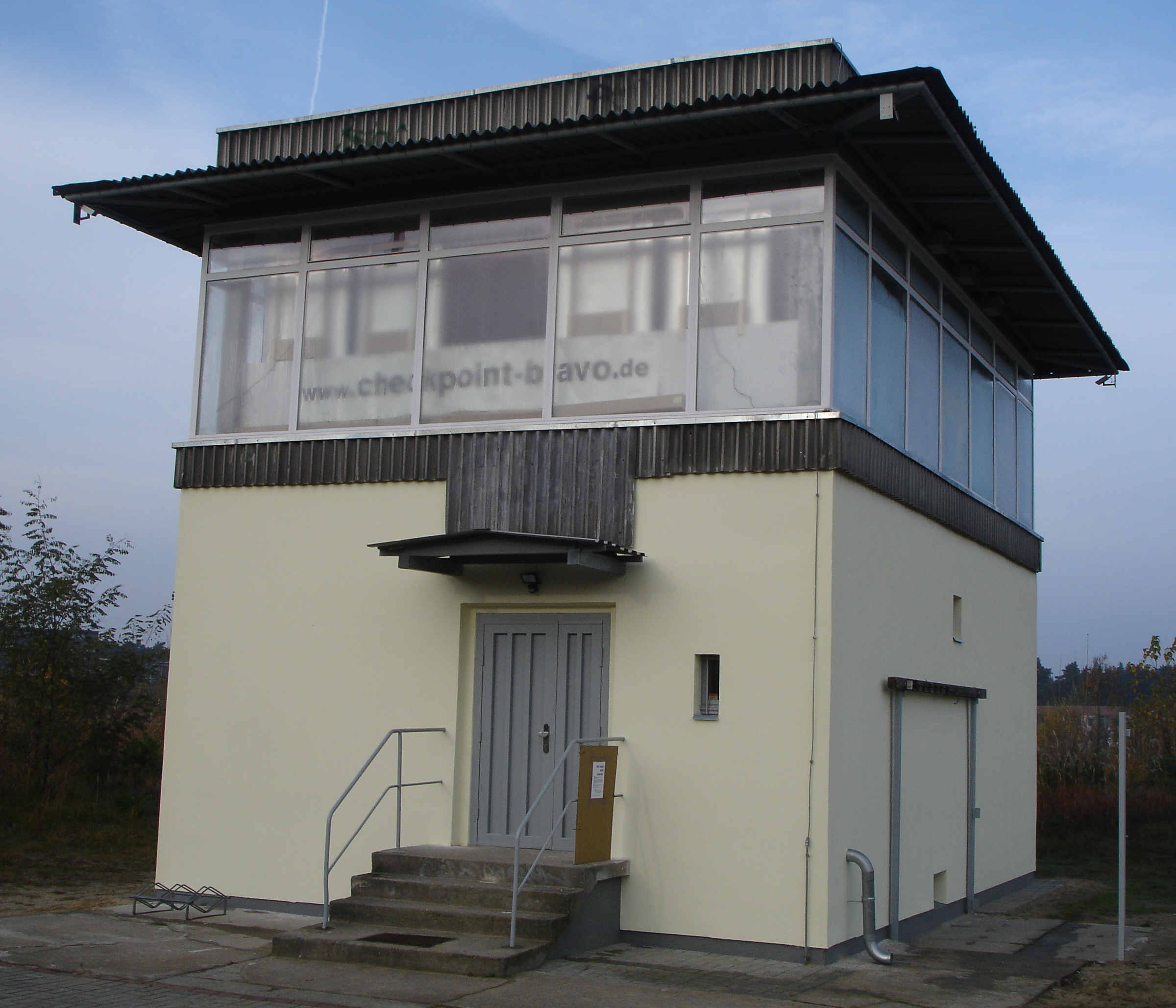
Im Kommandoturm befindet sich inzwischen eine Dauerausstellung zur innerdeutschen Grenze.
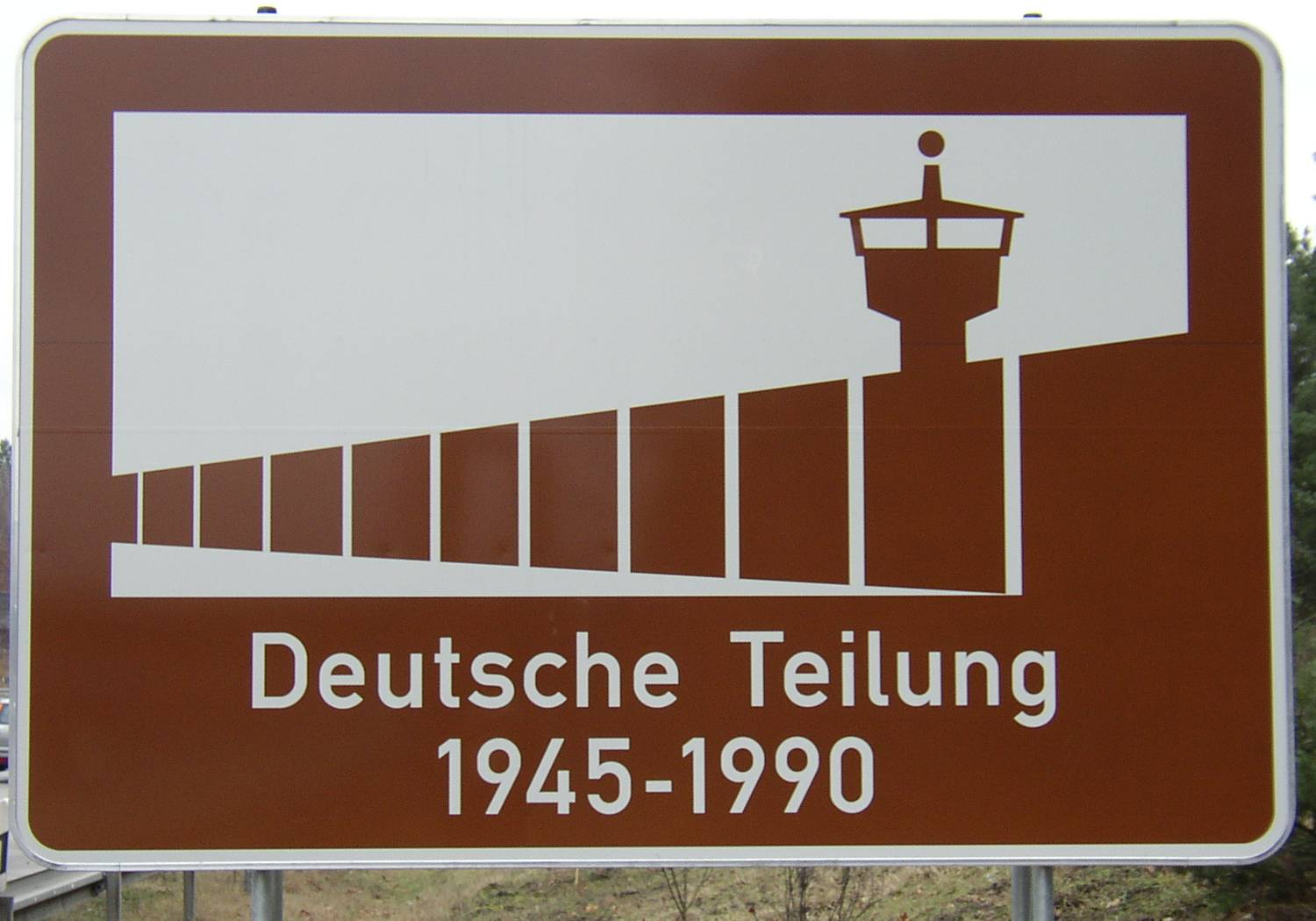
Touristische Hinweistafel zum ehemaligen Grenzverlauf der Deutschen Teilung

Von 1975 bis zur deutschen Wiedervereinigung trug der West-Berliner Abschnitt der heutigen A 115 die Bezeichnung A 15. Diese Nummer wird seit 1990 für die Spreewaldautobahn verwendet.

## Nach der deutschen Wiedervereinigung

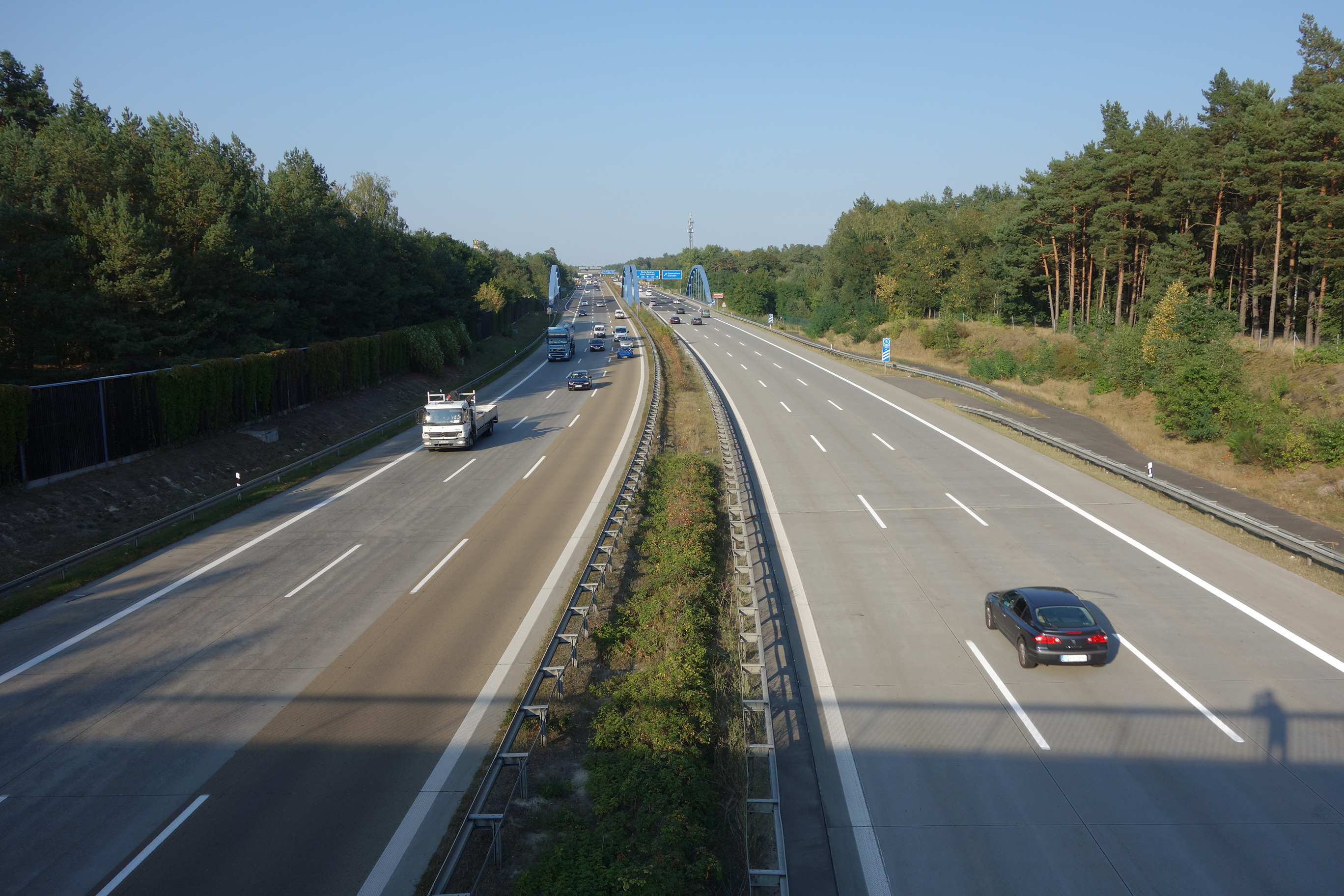
Sechsstreifige A 115 in Brandenburg südlich des Teltowkanals

Nach 1990 wurde die Autobahn im brandenburgischen Abschnitt erneuert und auf drei Fahrstreifen je Fahrtrichtung ausgebaut, dabei entstand die neue Anschlussstelle 5 (Kleinmachnow). Die Anschlussstelle 6 (Potsdam-Babelsberg) wurde Ende der 1990er Jahre nach Süden auf die Höhe der Nutheschnellstraße verlegt. Das Dreieck Nuthetal zum Berliner Ring wurde zwischen 2006 und 2009 für 34 Millionen Euro umfassend umgebaut.
In den Jahren 2011 und 2012 erfolgte eine grundhafte Erneuerung des Berliner Abschnitts zwischen der Anschlussstelle Spanische Allee und dem Autobahndreieck Funkturm. Die Fahrbahnen wurden komplett neu aufgebaut sowie die Brücke über den Hüttenweg durch einen Neubau ersetzt. Der Bund investierte hierfür 28 Millionen Euro.
Ende der 2010er Jahre erfolgte ein Ersatzneubau des zwischen 1938 und 1941 errichteten Brückenbauwerks des Kreuzes Zehlendorf. Der Neubau in diesem Bereich hat einen geplanten sechsstreifigen Ausbau der A 115 zwischen der Anschlussstelle Hüttenweg und dem Kreuz Zehlendorf bereits berücksichtigt.
Das Schicksal der ebenfalls denkmalgeschützten Tribüne schien lange Zeit ungewiss. Erst zu Beginn des 21. Jahrhunderts fand sich ein Investor, Hamid Djadda, der die historischen Tribünensitze und das Dach ab 2018 sanieren ließ. Der Architekt Christoph Janiesch lieferte einen Entwurf für die denkmalgerechte Umnutzung, danach erhielt der würfelförmige Mittelbereich eine Glasumhüllung. Rund um die ehemalige Sprecherkanzel entstand somit ein Raum für Veranstaltungen, die Kanzel ist zu einer Bar umgebaut worden. Die neuen Glasscheiben sind mit Flüssigkristalltechnik versehen und damit nur halbdurchlässig: von außen komplett undurchsichtig aber lichtdurchlässig. Die Baukosten wurden mit sechs Millionen Euro angegeben. Der so entstandene wettergeschützte Pavillonbau erhielt Büro- und Eventflächen und sollte bis zum 24. September 2021 fertiggestellt werden. Vorgesehen sind darin Ausstellungen zur Thematik Mobilität. Die Gebäudeseite zum Messegelände hin ist ein offener Gang unter den Sitzen, in deren angrenzende Räume kleine Büros und Läden einziehen sollen.